# IRIS-T
IRIS-T (acronimo di Infra Red Imaging System Tail-Thrust Vector Controlled) è un tipo di missile aria-aria a corto raggio che utilizza un sistema di rilevamento e inseguimento del bersaglio mediante una cellula all'infrarosso. Questo tipo di missile è destinato a sostituire l'AIM-9L/M Sidewinder.
Il missile incorpora una telecamera ad infrarossi con inquadratura variabile con ± 90 gradi di capacità. Il sensore infrarosso ad immagine della telecamera "vede" l'obiettivo (in maniera simile ad una videocamera digitale) ed è in grado di distinguere la sagoma di un aeroplano da quella di una fonte puntiforme di calore come un flare.

## Storia

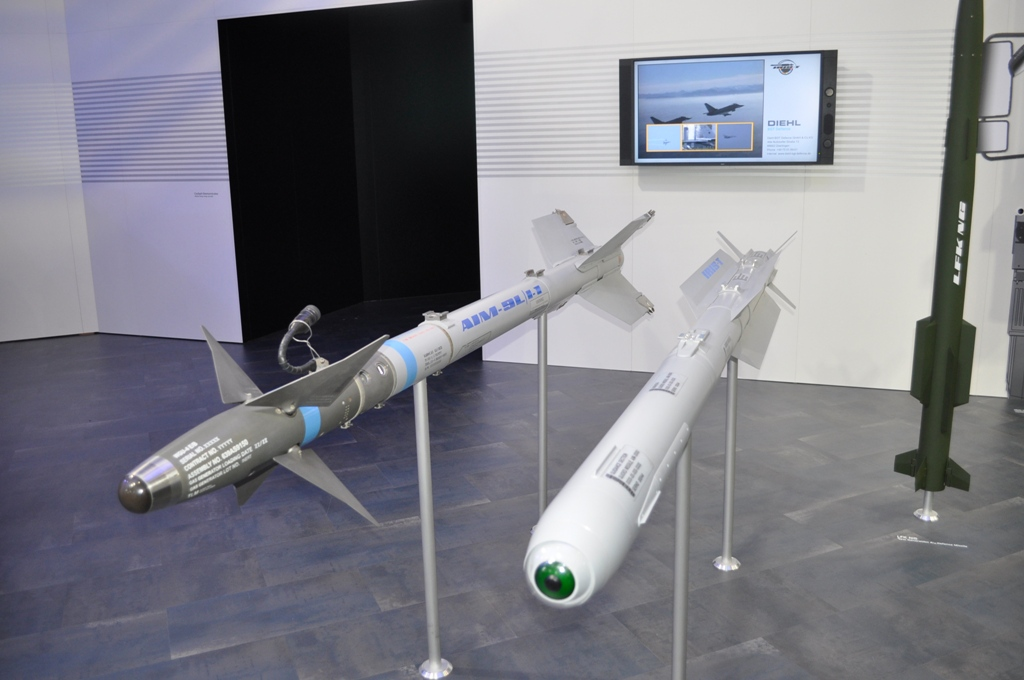
Confronto dell'IRIS-T (a destra) con l'AIM-9 Sidewinder (a sinistra) che va a sostituire

Inizialmente la Germania faceva parte di un progetto comune, secondo il quale gli Stati Uniti dovevano sviluppare un missile a medio raggio (sfociato nell'AIM-120 AMRAAM), mentre Canada, Germania, Norvegia e Inghilterra dovevano svilupparne uno a corto raggio (il futuro AIM-132 ASRAAM). Ma dopo la riunificazione la Germania si ritrovò una grande quantità di missili AA-11 Archer e concluse che le capacità degli AA-11 erano state notevolmente sottovalutate. In particolare, fu osservato che erano molto più manovrabili e più performanti in termini di acquisizione ed inseguimento del bersaglio. Queste conclusioni portarono la Germania a rivedere alcuni aspetti del progetto dell'ASRAAM, cioè la mancanza di spinta direzionale per supportare la manovrabilità. Tedeschi e Britannici non arrivarono ad un accordo sul progetto, così nel 1990 la Germania si ritirò dall'ASRAAM. Nel 1995 aprì un nuovo progetto in collaborazione con l'Italia, il Canada, la Grecia, la Norvegia e la Svezia, ma durò di più, anche in seguito al ritiro da parte del Canada. Il principale appaltatore del programma è la tedesca Diehl Defence, a cui si aggiungono MBDA, Nammo, Internacional de Composites e la Saab Bofors Dynamics. Il primo IRIS-T è stato lanciato con successo nel marzo 2002 da un F-4 F. Nell'ottobre 2003 la Diehl ricevette l'approvazione ufficiale dalla "Federal Office for Military Technology and Procurement" per i preparativi alla produzione in serie e hanno stipulato un anno dopo un contratto da 1 miliardo di euro per la produzione in serie del missile. L'IRIS-T è entrato definitivamente in commercio nel 2005 con i paesi facenti parte del programma, ai quali si è aggiunto un contratto con l'Austria. Il missile è stato integrato con successo sugli F-16, JAS 39, F/A-18, Tornado ed Eurofighter Typhoon. Nel maggio 2008 ha stipulato un contratto il Sudafrica per il JAS 39. Nel settembre 2009 è stato stipulato un altro contratto dall'Arabia Saudita per equipaggiare gli Eurofighter e i Tornado.
La divisione del lavoro per lo sviluppo dell'IRIS-T sono:
- Germania 46%
- Italia 19%
- Svezia 18%
- Grecia 13%
- il rimanente diviso tra Canada e Norvegia.

Nel 2003 si è unita anche la Spagna.

## Caratteristiche

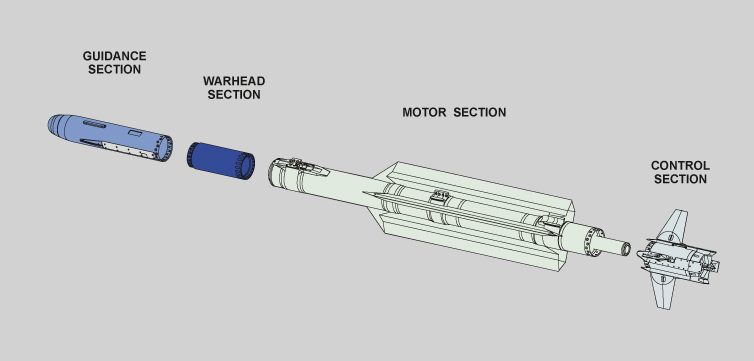
Sezione del missile IRIS-T

L'IRIS-T è un missile con sistema di guida per ricerca del calore, o meglio a infrarossi, ma che, rispetto a molti altri missili, è in grado di vedere il bersaglio, distinguendolo da eventuali contromisure. Il sistema di guida offre un campo visivo molto ampio, che può coprire 360°, e con una buona risoluzione.

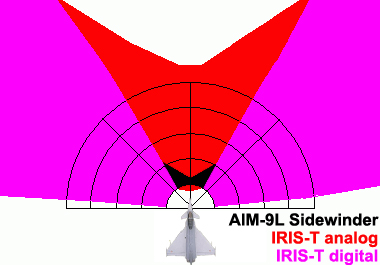
Confronto raggio visivo dell'AIM-9 Sidewinder (in nero) con quello dell'IRIS-T analogico (in rosso) e digitale (in rosa)

Il missile ha una lunghezza di 2,94 m, un diametro di 127 mm e un peso complessivo di 89 kg. Ha un'aerodinamica composta da alette lungo buona parte del missile, il quale si divide in quattro sezioni: sezione di guida posta anteriormente, testata, motore a razzo e sezione di controllo con le alette sulla coda. Ha una testata a frammentazione ad alta esplosività innescata a miccia, conferendo anche buone doti anti-missile. Il motore (a propellente solido) è fornito dalla Nammo e fornisce una velocità di 3 mach, ma una decente autonomia di 25 km (contro i 15 km dell'ASRAAM). È dotato di alcune funzioni avanzate, come l'aggancio prima o dopo il lancio, permettendo di colpire bersagli dietro l'aereo da cui si sgancia, e il sistema di controllo garantisce un'elevata manovrabilità, in grado di curvare con accelerazioni di 60 g, superando di gran lunga la manovrabilità degli aerei da caccia che generalmente non supera i 12 g.

## Altre versioni

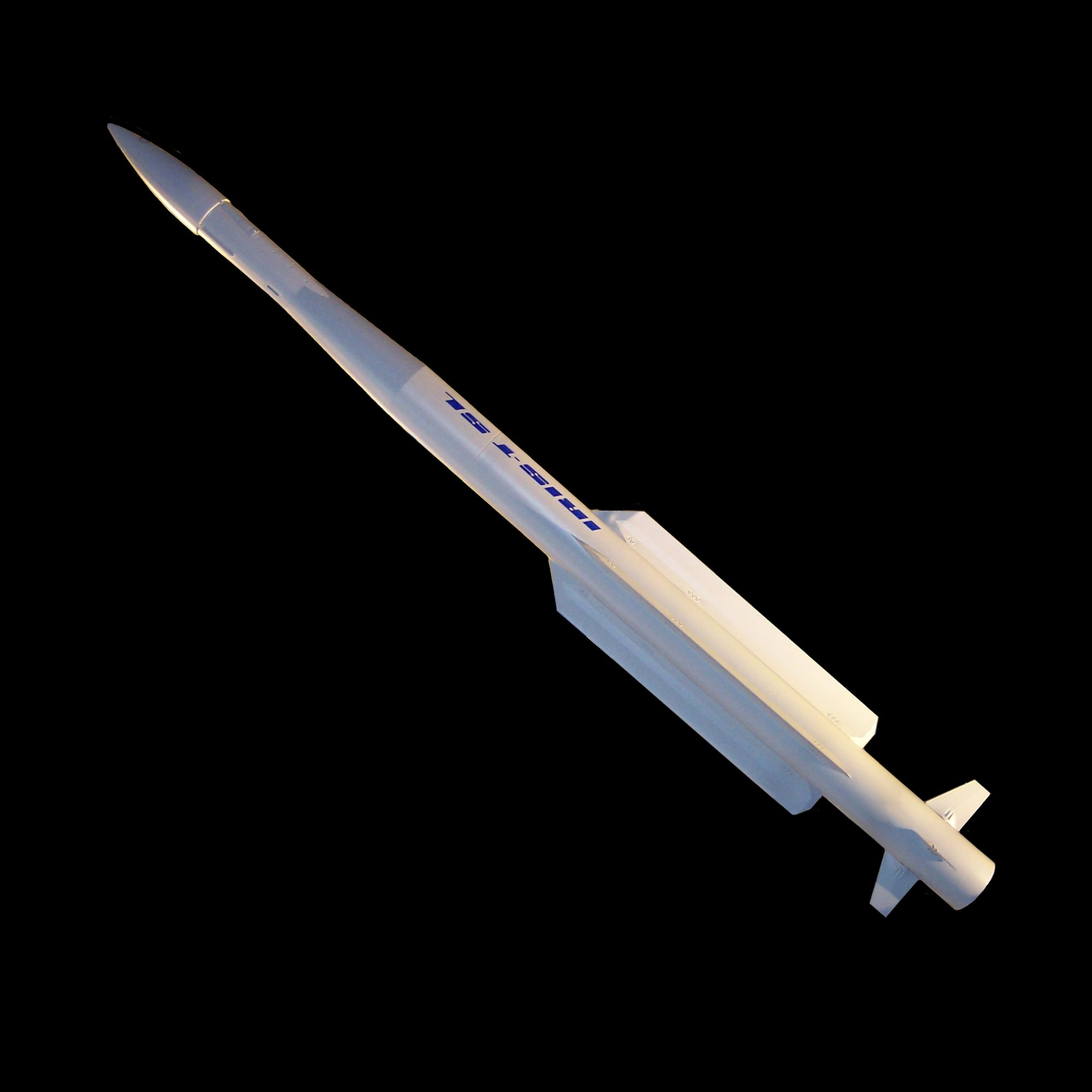
Versione IRIS-T SL

- IDAS: la versione finalizzata a un uso navale, destinata ad attaccare bersagli aerei, navali e di superficie. È in fase di adattamento per un uso da parte dei sottomarini classe U-212 e avrebbe un raggio ridotto a 20 km.
- SAM: versione adatta a un uso terra-aria (Surface-to-Air Missile). È stato deciso da Svezia e Norvegia rispettivamente per sostituire l'RBS-70 ed equipaggiare il sistema di lancio NASAMS (Norwegian Advanced Surface-to-Air Missile System).[2]
- IRIS-T SL: è una variante per essere lanciata dalla superficie (Surface-Launch), dotata di motore, sistema di controllo e collegamento dati migliorati. È disponibile nelle due varianti SLS (a corto raggio) e SLM (a medio raggio). Nel 2007 è stato stipulato il contratto con la Diehl per lo sviluppo di questo missile e nel 2009 ha compiuto in Sudafrica il suo primo test balistico. Ha la possibilità di essere integrato con sistemi di lancio esistenti e futuri, fornendo una capacità di difesa a 360° e con un raggio aumentato 40 km.[4]

## Utilizzatori
Austria25
 Germania1.250
 Egitto7 IRIS-T SLM
 Grecia350

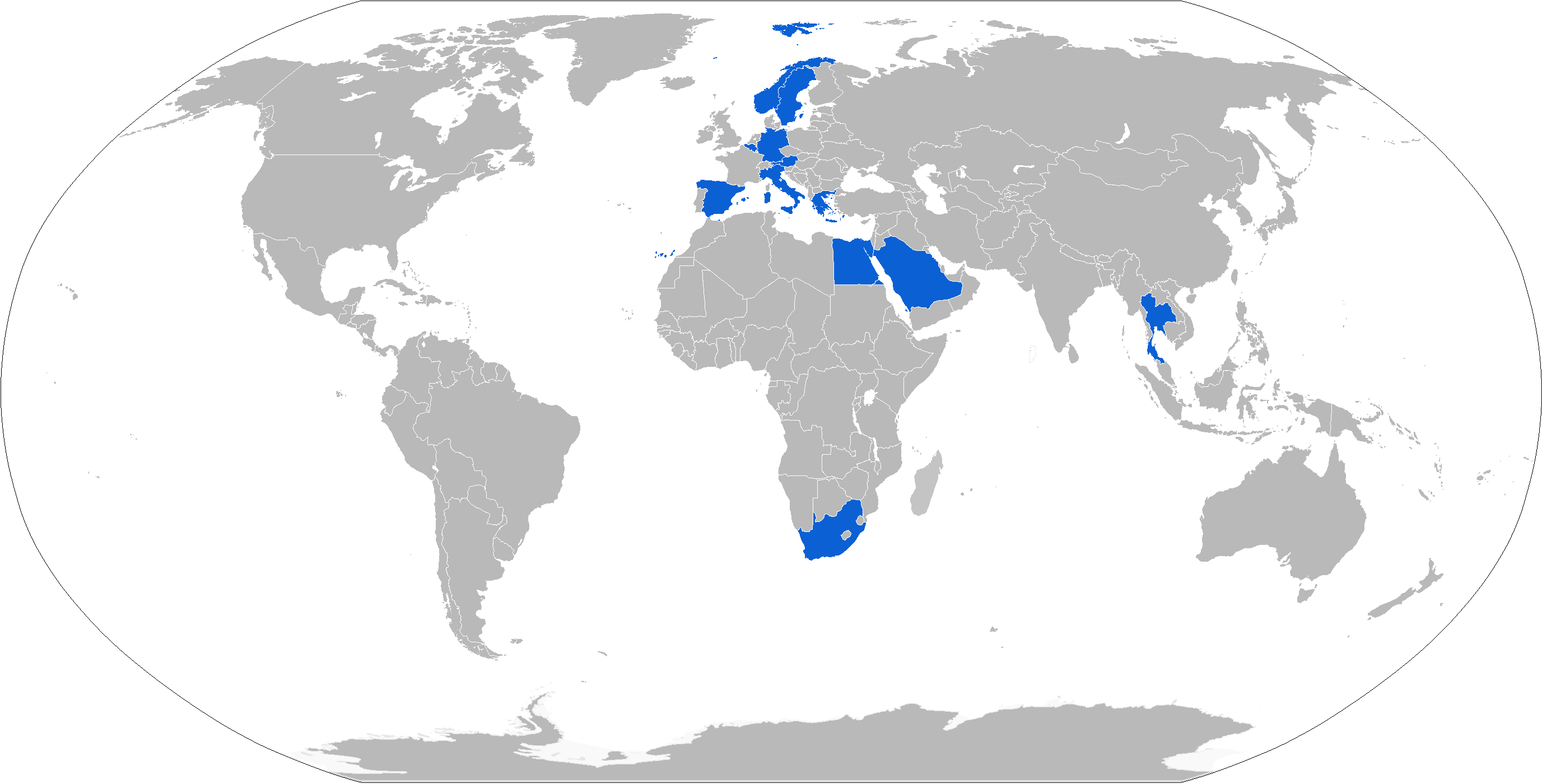
Operatori del missile IRIS-T nel 2015

 Italia444 budget €217m, tra il 2003 e il 2015.
 Norvegia150
 Arabia Saudita1.400
 Sudafrica25 missili per equipaggiare i Saab JAS 39 Gripen prima della dotazione di ASRAAM.
 Spagna770 con un budget originale di €247m, concluso con €291m.
 Svezia450
 ThailandiaConsegnati, 220 ordinati. Integrati con Northrop F-5, Saab Jas 39 Gripen e F-16.
 BrasilePer le nuove varianti di JAS 39 Gripen E/F.
 Corea del Sud